# Puttisaari (ö i Nyland, Helsingfors, lat 60,42, long 23,85)
Puttisaari är en ö i Finland. Den ligger i sjön Pitkäjärvi och i kommunen Lojo i den ekonomiska regionen  Helsingfors  och landskapet Nyland, i den södra delen av landet, 70 km väster om huvudstaden Helsingfors. Öns area är 0,2 hektar och dess största längd är 70 meter i sydöst-nordvästlig riktning.